# Parmelinopsis ectypa
Parmelinopsis ectypa är en lavart som först beskrevs av Brusse, och fick sitt nu gällande namn av DePriest & B.W. Hale. Parmelinopsis ectypa ingår i släktet Parmelinopsis och familjen Parmeliaceae.   Inga underarter finns listade i Catalogue of Life.